# Pardosa inquieta
Pardosa inquieta là một loài nhện trong họ Lycosidae.
Loài này thuộc chi Pardosa. Pardosa inquieta được Octavius Pickard-Cambridge miêu tả năm 1876.